# Indicatorsoort

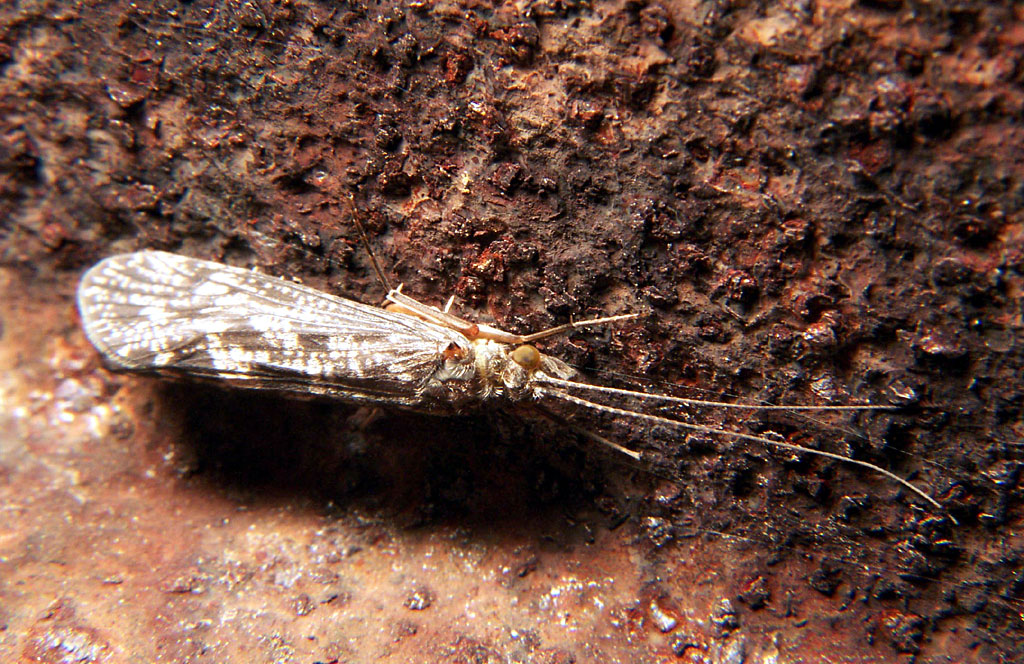
Caddisfly, een schietmot die kan dienen als indicator voor de waterkwaliteit.

Een indicatorsoort of ecologische indicator is in de biologie een soort die indicatief is voor een bepaald kenmerk van het milieu. 
Uit de aan- of afwezigheid of de toestand van indicatorsoorten kan men afleiden wat de kwaliteit is van het milieu. Indicatorsoorten geven aanwijzingen voor bijvoorbeeld de zuurgraad, het vochtgehalte, de voedselrijkdom, het zoutgehalte, vervuiling en de biodiversiteit. Een enkele waarneming van een indicatorsoort zegt nog niet veel, evenals de afwezigheid van indicatorsoorten. Als men op een enkele boom geen korstmossen ziet, wil dat nog niet zeggen dat deze zich in een epifytenwoestijn bevindt. 
Het kan om de aantallen of de aanwezigheid van allerlei organismen gaan, dieren (zoals kreeftachtigen, amfibieën en insecten), planten, algen (zoals kranswieren, kiezelwieren, blauwwieren), schimmels en bacteriën, maar ook om bepaalde eigenschappen van organismen. 
Er zijn verschillende vormen van indicatie voor de milieukwaliteit door soorten. Enkele voorbeelden:
- voor waterkwaliteit, door watermijten; watermijten (onder andere het geslacht Unionicola), leven vooral in schoon water, en weinig in vervuild water. Er zijn in Nederland en België 220 soorten watermijten, die allemaal een iets andere tolerantie hebben.
- voor het voorkomen van bepaalde planten, door bepaalde insecten; veel insecten zijn monofaag, wat betekent dat ze maar op een enkele plant leven. Het aantreffen van een vlindersoort die alleen op een bepaalde plant leeft maakt de kans groot dat deze planten in de buurt staan.
- voor luchtkwaliteit, door korstmossen; bepaalde soorten korstmossen kunnen slecht tegen zwavelverbindingen zoals zwaveldioxide en sterven af als de concentratie te hoog is, waardoor een epifytenwoestijn kan ontstaan. Andere soorten profiteren juist van stikstofverbindingen uit de lucht.
- voor de chemische samenstelling van de bodem, door bepaalde bacteriën, schimmels en planten; sommige bacteriën en schimmels komen alleen voor in omgevingen waar specifieke stoffen beschikbaar zijn, bijvoorbeeld stikstofverbindingen. Ook zijn sommige plantensoorten kenmerkend voor metaalhoudende boden, zoals de zinkflora. Planten die aangepast zijn aan brakke of zilte omstandigheden en daarvoor ook kenmerkend zijn heten halofyten of zoutplanten.
- voor de kwaliteit van de standplaats, door planten; Ellenberg heeft planten Ellenberg-indicatorwaarden toegekend voor een aantal milieufactoren  (zoals vocht- en zoutgehalte) waarmee kan worden aangegeven waarvoor deze indicatief zijn.
- voor de biodiversiteit of bepaalde plantengemeenschappen, door bepaalde kenmerkende planten. Sommige planten (kensoorten) komen vaak samen met anderen voor en zijn indicatief voor deze plantengemeenschap.